# Fritz Neuruhrer
Fritz Neuruhrer, född 17 juli 1910, död 1977, var en friidrottare från Österrike. Han deltog vid olympiska sommarspelen 1936.